# Sessione di lotta
Una sessione di lotta era una forma di umiliazione pubblica e di tortura usata dal Partito Comunista Cinese (PCC) in vari momenti dell'era Mao, in particolare negli anni immediatamente prima e dopo l'istituzione della Repubblica Popolare Cinese (RPC) e durante la Rivoluzione culturale. Lo scopo di una sessione di lotta era quello di plasmare l'opinione pubblica e umiliare, perseguitare o giustiziare i rivali politici e quelli considerati nemici di classe.
In generale, la vittima di una sessione di lotta era costretta ad autoaccusarsi e/o ammettere vari, presunti o veri, crimini davanti a una folla di persone che avrebbero abusato verbalmente e fisicamente della vittima fino a quando non avesse confessato. Le sessioni di lotta venivano spesso tenute sul posto di lavoro dell'imputato, ma a volte, nel caso in cui la vittima fosse ben nota, venivano condotte in stadi sportivi dove grandi folle si sarebbero riunite.

## Origini e scopo
Le sessioni di lotta si sono sviluppate da idee simili di critica e autocritica nell'Unione Sovietica dagli anni '20. Il termine si riferisce alla lotta di classe; la seduta si teneva, apparentemente, a beneficio del bersaglio, eliminando ogni traccia di pensiero "controrivoluzionario" e "reazionario" in lui. All'inizio i comunisti cinesi resistettero, perché le sessioni di lotta erano in conflitto con il concetto cinese di salvare la faccia, ma le sessioni di lotta divennero un luogo comune alle riunioni del Partito Comunista negli anni '30 a causa della popolarità tra il pubblico.
Successive sessioni di lotta furono adattate per essere utilizzate al di fuori del PCC come mezzo per consolidare il suo controllo sulle aree sotto la sua giurisdizione. Il professore di giornalismo internazionale e autore Frederick T. C. Yu ha identificato tre categorie di campagne di massa - economiche, ideologiche e di lotta - impiegate dal PCC negli anni prima e dopo l'istituzione della Repubblica Popolare Cinese. Le campagne economiche cercavano di migliorare le condizioni, spesso aumentando la produzione in particolari settori dell'economia. Le campagne ideologiche cercavano di cambiare il pensiero delle persone. Le campagne di lotta erano simili alle campagne ideologiche, ma "il loro obiettivo è l'eliminazione della base di potere e/o della posizione di classe delle classi o dei gruppi nemici".

## Tattiche nelle prime sessioni di lotta
Le campagne di lotta iniziarono ad emergere come tattica per garantire la fedeltà del popolo cinese durante la campagna di riforma agraria (土地改革). Quella campagna cercò di mobilitare le masse attraverso un'intensa propaganda seguita da sessioni in cui i contadini venivano spinti ad accusare i proprietari terrieri. Le accuse più forti sono state incorporate in riunioni pubbliche di accusa di massa programmate e gestite da palcoscenici (控诉 大会). I quadri hanno poi cementato la lealtà dei contadini inducendoli a partecipare attivamente ad atti violenti contro i proprietari terrieri.
Questo processo servì a molteplici scopi. In primo luogo, dimostrò alle masse che il partito era determinato a sottomettere qualsiasi opposizione (generalmente etichettata come "nemici di classe"), con la violenza se necessario. In secondo luogo, i potenziali rivali vennero schiacciati. In terzo luogo, coloro che avevano preso di mira i "nemici di classe" divennero complici della violenza e quindi sostennero lo Stato ed i comunisti. Questi tre elementi servirono a consolidare il controllo del potere da parte del PCC, ritenuto necessario in quanto i veri e propri membri del Partito costituivano solo una piccola minoranza della popolazione cinese.
Sia gli incontri di accusa che i processi di massa erano in gran parte strumenti di propaganda per raggiungere gli obiettivi del partito. I processi di massa e le riunioni accusatorie seguivano schemi ben precisi e predisposti, il tutto al fine di coinvolgere efficientemente le emozioni del pubblico e istigarlo all'odio verso i "nemici".
Julia C. Strauss ha osservato che i tribunali pubblici erano "la conclusione visibile di uno spettacolo che era stato molte settimane in preparazione".

## Abolizione
Le sessioni di lotta furono rinnegate in Cina dopo il 1978, quando i riformatori guidati da Deng Xiaoping presero il potere. Deng Xiaoping proibì sessioni di lotta e altri tipi di campagne politiche violente dell'era Mao.